# Peucedanum monticola
Peucedanum monticola är en flockblommig växtart som beskrevs av C.Norman. Peucedanum monticola ingår i släktet siljor, och familjen flockblommiga växter. Inga underarter finns listade i Catalogue of Life.